# Seggebruch
Seggebruch är en kommun och ort i Landkreis Schaumburg i förbundslandet Niedersachsen i Tyskland.
Kommunen ingår i kommunalförbundet Samtgemeinde Nienstädt tillsammans med ytterligare tre kommuner.